# Episodi di Hung - Ragazzo squillo (seconda stagione)
La seconda stagione della serie televisiva Hung - Ragazzo squillo viene trasmessa in prima visione su HBO dal 27 giugno al 12 settembre 2010. In Italia la stagione è andata in onda dal 5 novembre al 3 dicembre 2010 su Sky Uno.
| nº | Titolo originale                                  | Titolo italiano               | Prima TV USA      | Prima TV Italia  |
| -- | ------------------------------------------------- | ----------------------------- | ----------------- | ---------------- |
| 1  | Just the Tip                                      | Tutta la vita davanti         | 27 giugno 2010    | 5 novembre 2010  |
| 2  | Tucson Is the Gateway to Dick or This Is Not Sexy | Un caso di coscienza          | 11 luglio 2010    | 5 novembre 2010  |
| 3  | Mind Bullets or Bang Bang Bang Bang Motherfucker  | Questione di etichetta        | 18 luglio 2010    | 12 novembre 2010 |
| 4  | Sing It Again, Ray or Home Plate                  | L'arte di Damon               | 25 luglio 2010    | 12 novembre 2010 |
| 5  | A Man, A Plan or Thank You, Jimmy Carter          | Il rimpiazzo                  | 1º agosto 2010    | 19 novembre 2010 |
| 6  | Beaverland                                        | Un castoro per Jessica        | 8 agosto 2010     | 19 novembre 2010 |
| 7  | The Middle East Is Complicated                    | Il medio oriente è complicato | 15 agosto 2010    | 26 novembre 2010 |
| 8  | Third Base or The Rush                            | Terza base                    | 22 agosto 2010    | 26 novembre 2010 |
| 9  | Fat Off My Love or I'm the Allergen               | Allergia                      | 29 agosto 2010    | 3 dicembre 2010  |
| 10 | Even Steven or Luckiest Kid in Detroit            | La casa più bella del mondo   | 12 settembre 2010 | 3 dicembre 2010  |